# Oddset Hockey Games 2014
Oddset Hockey Games 2014 byl turnaj v rámci série Euro Hockey Tour 2013/2014, který se konal od 1. do 4. května 2014. Úvodní zápas turnaje mezi finskou a ruskou hokejovou reprezentací proběhl v Hartwall Areně v Helsinkách, ostatní zápasy se uskutečnily v Globe Areně ve švédském Stockholmu. Vítězem turnaje se stala reprezentace Finska.

## Tabulka
| Poř. | Tým     | Z | V | VP | PP | P | VG | OG | B |
| ---- | ------- | - | - | -- | -- | - | -- | -- | - |
| 1.   | Finsko  | 3 | 1 | 2  | 0  | 0 | 7  | 4  | 7 |
| 2.   | Česko   | 3 | 1 | 0  | 1  | 1 | 4  | 10 | 4 |
| 3.   | Švédsko | 3 | 1 | 0  | 1  | 1 | 6  | 6  | 4 |
| 4.   | Rusko   | 3 | 1 | 0  | 0  | 2 | 7  | 4  | 3 |

## Zápasy
| 1. května 2014 15:00 | Finsko | 2:1 (1:0, 1:0, 0:1) | Rusko | Hartwall Arena, Helsinky Návštěvnost: 11 675 |  |

| Zpráva                                 |                                        |             |                       |                                                                                 |
| Mikko Koskinen                         | Mikko Koskinen                         | Brankáři    | Anton Chudobin        | Rozhodčí: Pavel Hodek Vladimír Pešina Čároví: Kalle-Antti Suominen Kai Puolakka |
| Leo Komarov 06:46 Petri Kontiola 36:02 | Leo Komarov 06:46 Petri Kontiola 36:02 | 1–0 2–0 2–1 | 58:43 Nikolaj Kulemin | Rozhodčí: Pavel Hodek Vladimír Pešina Čároví: Kalle-Antti Suominen Kai Puolakka |
| 12 min                                 | 12 min                                 | Tresty      | 10 min                | Rozhodčí: Pavel Hodek Vladimír Pešina Čároví: Kalle-Antti Suominen Kai Puolakka |
| 16                                     | 16                                     | Střely      | 31                    | Rozhodčí: Pavel Hodek Vladimír Pešina Čároví: Kalle-Antti Suominen Kai Puolakka |

| 1. května 2014 16:00 | Česko | 3:2 (1:1, 1:1, 1:0) | Švédsko | Globe Arena, Stockholm Návštěvnost: 5 475 |  |

| Zpráva                                                         |                                                                |                     |                                           |                                                                                 |
| Alexander Salák                                                | Alexander Salák                                                | Brankáři            | Anders Nilsson                            | Rozhodčí: Jevgenij Romasko Vitalij Anisimov Čároví: Randy Dahmén Sven Wernström |
| Tomáš Mojžíš 00:15 Martin Zaťovič 22:52 Jakub Petružálek 46:02 | Tomáš Mojžíš 00:15 Martin Zaťovič 22:52 Jakub Petružálek 46:02 | 1–0 1–1 2–1 2–2 3–2 | 02:21 Mikael Backlund 32:14 Magnus Nygren | Rozhodčí: Jevgenij Romasko Vitalij Anisimov Čároví: Randy Dahmén Sven Wernström |
| 16 min                                                         | 16 min                                                         | Tresty              | 8 min                                     | Rozhodčí: Jevgenij Romasko Vitalij Anisimov Čároví: Randy Dahmén Sven Wernström |
| 12                                                             | 12                                                             | Střely              | 28                                        | Rozhodčí: Jevgenij Romasko Vitalij Anisimov Čároví: Randy Dahmén Sven Wernström |

| 3. května 2014 12:30 | Švédsko | 2:3 SN (0–1,1–1,1–0,0–0,0–1 ) | Finsko | Globe Arena, Stockholm Návštěvnost: 8 397 |  |

| Zpráva |

| 3. května 2014 16:00 | Rusko | 6:0 (4–0,1–0,1–0) | Česko | Globe Arena, Stockholm Návštěvnost: 2 358 |  |

| Zpráva |

| 4. května 2014 12:30 | Finsko | 2:1 SN (1–0,0–1,0–0, 0–0,1–0) | Česko | Globe Arena, Stockholm Návštěvnost: 913 |  |

| Zpráva |

| 4. května 2014 16:00 | Švédsko | 2:0 (1–0,0–0,1–0) | Rusko | Globe Arena, Stockholm Návštěvnost: 6 677 |  |

| Zpráva |

## Ocenění

### Nejlepší hráči podle direktoriátu turnaje
| Pozice  | Hráč           |
| ------- | -------------- |
| Brankář | Pekka Rinne    |
| Obránce | Juuso Hietanen |
| Útočník | Oscar Möller   |